# Скот (окръг, Канзас)
Вижте пояснителната страница за други значения на Скот.
Окръг Скот (на английски: Scott County) е окръг в щата Канзас, Съединени американски щати. Площта му е 1860 km², а населението – 4600 души. Административен център е град Скот Сити.